# Нитхард
Нитхард, Нитард, Нитгард (Nithard) (ок. 790 — ок. 843) е франкски хронист. Внук е на Карл Велики (по женска линия, извънбрачен син на дъщеря му Берта (Бертрада) и Ангилберт, придворен поет и абат).
Нитхард бил високобразован за времето си човек. Участвал дейно в обществения живот. При Лудвиг I Благочестиви, а след тов аи при Карл II Плешиви заемал висши военни и държавни постове.
Неговият труд „История в четири книги“ (съставен 842—843 г.) съдържа описание на политическите събития по време на управлението на Лудвиг I Благочестиви. Описва събитията по време на междуособните войни между внуците на Карл Велики и разделянето на неговата империя. Единствен този автор дава по-систематични сведения за въстанието в Саксония през 841-842 г.